# Ronco Scrivia
Ronco Scrivia é uma comuna italiana da região da Ligúria, província de Génova, com cerca de 4.487 habitantes. Estende-se por uma área de 30 km², tendo uma densidade populacional de 150 hab/km². Faz fronteira com Busalla, Fraconalto (AL), Isola del Cantone, Voltaggio (AL).

## Demografia
| Variação demográfica do município entre 1861 e 2011                               |
|                                                                                   |
| Fonte: Istituto Nazionale di Statistica (ISTAT) - Elaboração gráfica da Wikipedia |